# Ban de Benwick

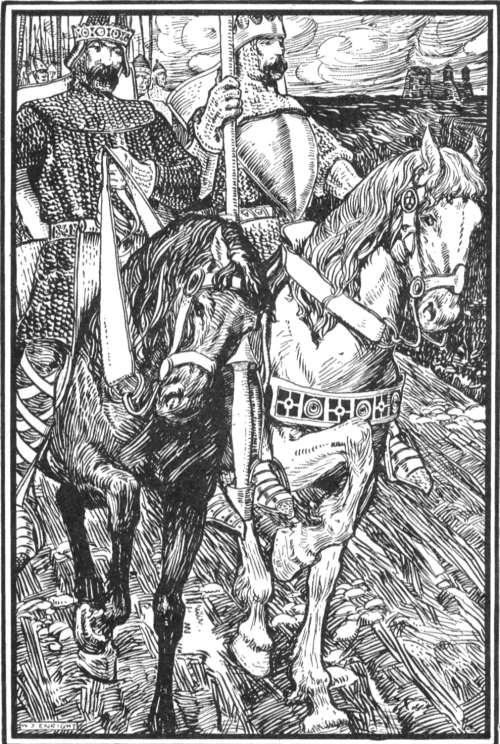

El rey Ban de Benwick o Ban de Benioc es un personaje del ciclo artúrico, padre de Lancelot del Lago y Sir Héctor de Maris, tío de Sir Boores y Sir Lionel, además de hermano del rey Bors; así como un viejo aliado del rey Arturo.  Su espada se llamaba Enfadada o Valerosa.
Su esposa Elena de Corbenic ,hermana de la esposa del rey Bors, Evaine .Juntos tienen a Lancelot, pero mientras viajaba por la Gran Bretaña en apoyo del Rey Arthuro, Sir Ban de Benwick tiene un amorío con Lady de Maris, quien queda embarazada del ilegítimo hijo Sir Héctor de Maris, medio hermano de Lancelot. Cuando Lancelot era un bebé, Ban de Benwick entra en conflicto con el rey Claudas de la Tierra Desierta, y muere de dolor al ver incendiarse su castillo de Trebe.

Ban suele ser llamado Ban de Benoic, lo que fácilmente se explica como un malentendido de Bran le Benoit , una traducción exacta del galés Bendigeid Bran , o 'Bran el Bendito'
- Datos: Q426969